# نظام معادلات خطية

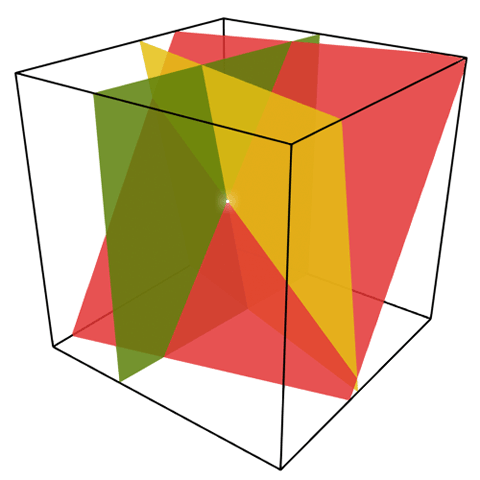
نظام خطي ذو ثلاث متغيرات، تحدد كل معادلة فيه مستوى. نقطة التقاطع هي حل هذا النظام.

في الرياضيات، نظام المعادلات الخطية (بالإنجليزية: System of linear equations)‏ هي مجموعة من المعادلات الخطية، تضم نفس المجموعة من المتغيرات. على سبيل المثال:
{\displaystyle {\begin{alignedat}{7}3x&&\;+\;&&2y&&\;-\;&&z&&\;=\;&&1&\\2x&&\;-\;&&2y&&\;+\;&&4z&&\;=\;&&-2&\\-x&&\;+\;&&{\tfrac {1}{2}}y&&\;-\;&&z&&\;=\;&&0&\end{alignedat}}}
هو نظام معادلات خطية يضم ثلاث معادلات خطية تحوي ثلاث متغيرات هي x و y و z. حل نظام خطي ما تتمثل في إعطاء قيمة عددية لكل متغيراته حيث تتحقق جميع معادلاته في آن واحد. حل المثال السابق يعطي كما يلي:
{\displaystyle {\begin{alignedat}{2}x&=&1\\y&=&-2\\z&=&-2\end{alignedat}}}
بما أن المعادلات الثلاثة تبقى صحيحة عند هذه القيم.
انظر إلى جبر خطي عددي وإلى نظام غير خطي وإلى تقريب (رياضيات) وإلى استخطاط وإلى نموذج رياضي.

## الشكل العام

مجموعة حلول المعادلتين x − y = −1 و 3x + y = 9 هي النقطة (2, 3).

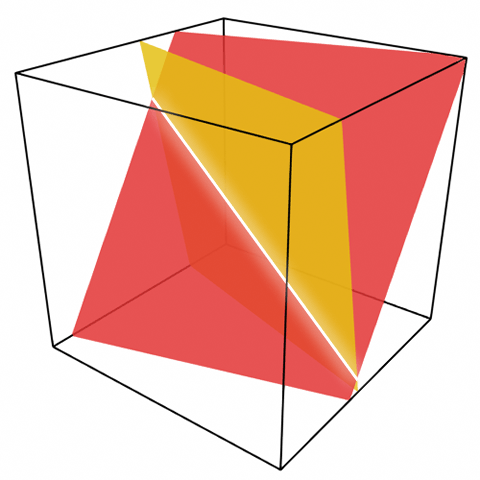
مجموعة حلول معادلتين تحتويان على ثلاث متغيرات عادة ما تكون مستقيما.

{\displaystyle {\begin{alignedat}{7}a_{11}x_{1}&&\;+\;&&a_{12}x_{2}&&\;+\cdots +\;&&a_{1n}x_{n}&&\;=\;&&&b_{1}\\a_{21}x_{1}&&\;+\;&&a_{22}x_{2}&&\;+\cdots +\;&&a_{2n}x_{n}&&\;=\;&&&b_{2}\\\vdots \;\;\;&&&&\vdots \;\;\;&&&&\vdots \;\;\;&&&&&\;\vdots \\a_{m1}x_{1}&&\;+\;&&a_{m2}x_{2}&&\;+\cdots +\;&&a_{mn}x_{n}&&\;=\;&&&b_{m}.\\\end{alignedat}}}
يمكن كتابة نظام المعادلات الخطية كمعادلات متجهة أو كمعادلات مصفوفة.
1. معادلات متجهة:
{\displaystyle x_{1}{\begin{bmatrix}a_{11}\\a_{21}\\\vdots \\a_{m1}\end{bmatrix}}+x_{2}{\begin{bmatrix}a_{12}\\a_{22}\\\vdots \\a_{m2}\end{bmatrix}}+\cdots +x_{n}{\begin{bmatrix}a_{1n}\\a_{2n}\\\vdots \\a_{mn}\end{bmatrix}}={\begin{bmatrix}b_{1}\\b_{2}\\\vdots \\b_{m}\end{bmatrix}}}
2. معادلات مصفوفة:
{\displaystyle A\mathbf {x} =\mathbf {b} }
{\displaystyle A={\begin{bmatrix}a_{11}&a_{12}&\cdots &a_{1n}\\a_{21}&a_{22}&\cdots &a_{2n}\\\vdots &\vdots &\ddots &\vdots \\a_{m1}&a_{m2}&\cdots &a_{mn}\end{bmatrix}},\quad \mathbf {x} ={\begin{bmatrix}x_{1}\\x_{2}\\\vdots \\x_{n}\end{bmatrix}},\quad \mathbf {b} ={\begin{bmatrix}b_{1}\\b_{2}\\\vdots \\b_{m}\end{bmatrix}}}
هناك عدة طرق احل جمل المعادلات الخطية وهي
- حسب المصفوفات غاوس,

- قاعدة كرامر،
- طريقة التعويض.

## خصائص

### الاستقلالية

المعادلات x − 2y = −1, 3x + 5y = 8, و 4x + 3y = 7 are linearly dependent.

انظر إلى استقلال خطي.

### التناسق

المعادلتان 3x + 2y = 6 و 3x + 2y = 12 غير متناسقتين.

انظر إلى تناقض (منطق)
على سبيل المثال، المعادلتان
{\displaystyle 3x+2y=6} و {\displaystyle \;\;\;\;3x+2y=12} غير متناسقتين.

### التكافؤ
نقول عن نظام خطي انه متكافئ إذا وجدت قيمة عددية وحيدة لكل متغير من متغيراته
على سبيل المثال، المعادلتان
{\displaystyle 3x+y=6} و {\displaystyle \;\;\;\;3x+3y=12} متكافئتان لأن {\displaystyle x=1,y=3}.

## حلحلة النظام الخطي
هناك عدة خوارزميات تمكن من حلحلة نظام من المعادلات الخطية.

### اقصاء المتغيرات
{\displaystyle {\begin{alignedat}{7}x&&\;+\;&&3y&&\;-\;&&2z&&\;=\;&&5&\\3x&&\;+\;&&5y&&\;+\;&&6z&&\;=\;&&7&\\2x&&\;+\;&&4y&&\;+\;&&3z&&\;=\;&&8&\end{alignedat}}}
{\displaystyle {\begin{alignedat}{5}-4y&&\;+\;&&12z&&\;=\;&&-8&\\-2y&&\;+\;&&7z&&\;=\;&&-2&\end{alignedat}}}
{\displaystyle {\begin{alignedat}{7}x&&\;=\;&&5&&\;+\;&&2z&&\;-\;&&3y&\\y&&\;=\;&&2&&\;+\;&&3z&&&&&\\z&&\;=\;&&2&&&&&&&&&\end{alignedat}}}

### تبسيط الصفوف
انظر إلى مصفوفة ممتدة.

### قاعدة كرامر
قاعدة كرامر هي صيغة تمكن من حلحلة نظام من المعادلات الخطية، حيث يساوي كل متغير نسبة بين محددتين اثنتين. على سبيل المثال، حلحلة النظام التالي:
{\displaystyle {\begin{alignedat}{7}x&\;+&\;3y&\;-&\;2z&\;=&\;5\\3x&\;+&\;5y&\;+&\;6z&\;=&\;7\\2x&\;+&\;4y&\;+&\;3z&\;=&\;8\end{alignedat}}}
تعطى بما يلي:
{\displaystyle x={\frac {\,\left|{\begin{matrix}5&3&-2\\7&5&6\\8&4&3\end{matrix}}\right|\,}{\,\left|{\begin{matrix}1&3&-2\\3&5&6\\2&4&3\end{matrix}}\right|\,}},\;\;\;\;y={\frac {\,\left|{\begin{matrix}1&5&-2\\3&7&6\\2&8&3\end{matrix}}\right|\,}{\,\left|{\begin{matrix}1&3&-2\\3&5&6\\2&4&3\end{matrix}}\right|\,}},\;\;\;\;z={\frac {\,\left|{\begin{matrix}1&3&5\\3&5&7\\2&4&8\end{matrix}}\right|\,}{\,\left|{\begin{matrix}1&3&-2\\3&5&6\\2&4&3\end{matrix}}\right|\,}}.}

### طرق أخرى

#### طريقة الجمع
على سبيل المثال، حلحلة النظام التالي:
{\displaystyle {\begin{alignedat}{7}x&\;+&\;y&\;=&\;3\\x&\;-&\;y&\;=&\;3\\\end{alignedat}}}
نضرب المعادلة الأولى في 1- و نجمعها مع الثانية فنجد:
{\displaystyle -2y=-2\,}
أي أن:
{\displaystyle y=1\,}
الآن نعوض y بـ1 فنجد:
{\displaystyle x=2\,}

#### طريقة التعويض
على سبيل المثال، حلحلة النظام التالي:
{\displaystyle {\begin{alignedat}{7}x&\;+&\;y&\;=&\;3\\x&\;-&\;y&\;=&\;1\\\end{alignedat}}}
نأخذ {\displaystyle x=3-y\,} فنجد :
{\displaystyle {\begin{alignedat}{7}3&\;-&\;2y&\;=&\;1\\\end{alignedat}}}
أي :
{\displaystyle {\begin{alignedat}{7}y&\;=&\;{\frac {3-1}{2}}&\;=&\;1\\\end{alignedat}}}
نعوض قيمة y بـ 1 في المعادلة (1) فنجد :
{\displaystyle {\begin{alignedat}{7}x+1&\;=&\;3\\\end{alignedat}}}
أي أن :
{\displaystyle {\begin{alignedat}{7}x&\;=&\;3-1&\;=&\;2\\\end{alignedat}}}
هكذا :
{\displaystyle x=2\,} و {\displaystyle y=1\,}

## الأنظمة المتجانسة
يقال عن نظام من المعادلات الخطية أنه متجانس إذا كانت جميع الحدود التي لا ترتبط بمتغيرات تساوي الصفر:
{\displaystyle {\begin{alignedat}{7}a_{11}x_{1}&&\;+\;&&a_{12}x_{2}&&\;+\cdots +\;&&a_{1n}x_{n}&&\;=\;&&&0\\a_{21}x_{1}&&\;+\;&&a_{22}x_{2}&&\;+\cdots +\;&&a_{2n}x_{n}&&\;=\;&&&0\\\vdots \;\;\;&&&&\vdots \;\;\;&&&&\vdots \;\;\;&&&&&\,\vdots \\a_{m1}x_{1}&&\;+\;&&a_{m2}x_{2}&&\;+\cdots +\;&&a_{mn}x_{n}&&\;=\;&&&0.\\\end{alignedat}}}

### مجموعة الحلول
علاقتها بالأنظمة غير المتجانسة